# Gran Premio motociclistico di Jugoslavia 1981
Il Gran Premio motociclistico di Jugoslavia 1981 fu il settimo appuntamento del motomondiale 1981.
Si svolse il 31 maggio 1981 sull'automotodrom Grobnik di Fiume e vide la vittoria di Randy Mamola nella classe 500, di Anton Mang nella classe 350, di Loris Reggiani nella classe 125 e di Ricardo Tormo nella classe 50.
Durante la gara della 350, Michel Rougerie si rialza in pista dopo una caduta e viene investito da Roger Sibille. Muore sul colpo.

## Classe 500
35 piloti alla partenza.

### Arrivati al traguardo
| Pos | Pilota              | Moto      | Tempo     | Punti |
| --- | ------------------- | --------- | --------- | ----- |
| 1   | Randy Mamola        | Suzuki    | 51:07.300 | 15    |
| 2   | Marco Lucchinelli   | Suzuki    | +0.900    | 12    |
| 3   | Kenny Roberts       | Yamaha    | +7.800    | 10    |
| 4   | Graeme Crosby       | Suzuki    | +12.700   | 8     |
| 5   | Barry Sheene        | Suzuki    | +22.500   | 6     |
| 6   | Gianni Pelletier    | Suzuki    | +1:13.500 | 5     |
| 7   | Boet van Dulmen     | Yamaha    | +1:25.200 | 4     |
| 8   | Seppo Rossi         | Suzuki    | +1 giro   | 3     |
| 9   | Guido Paci          | Yamaha    | +1 giro   | 2     |
| 10  | Kimmo Kopra         | Suzuki    | +1 giro   | 1     |
| 11  | Dominique Pernet    | Yamaha    | +1 giro   |       |
| 12  | Bernard Fau         | Suzuki    | +1 giro   |       |
| 13  | Alain Röthlisberger | Suzuki    | +1 giro   |       |
| 14  | Willem Zoet         | Suzuki    | +1 giro   |       |
| 15  | Franck Gross        | Suzuki    | +1 giro   |       |
| 16  | Børge Nielsen       | Suzuki    | +1 giro   |       |
| 17  | Josef Hage          | Suzuki    | +1 giro   |       |
| 18  | Marco Greco         | Suzuki    | +2 giri   |       |
| 19  | Carlo Perugini      | Sanvenero | +2 giri   |       |
| 20  | Jochen Schmid       | Suzuki    | +2 giri   |       |

### Ritirati
| Pilota            | Moto       |
| ----------------- | ---------- |
| Franco Uncini     | Suzuki     |
| Marc Fontan       | Yamaha     |
| Graziano Rossi    | Morbidelli |
| Sadao Asami       | Yamaha     |
| Mike Baldwin      | Suzuki     |
| Jon Ekerold       | Solo       |
| Walter Migliorati | Suzuki     |
| Sergio Pellandini | Suzuki     |
| Philippe Coulon   | Suzuki     |
| Sergio Bertocchi  | Suzuki     |
| Gianni Rolando    | Lombardini |
| Virginio Ferrari  | Cagiva     |
| Christian Estrosi | Yamaha     |

### Non partiti
| Pilota          | Moto     |
| --------------- | -------- |
| Kork Ballington | Kawasaki |
| Jack Middelburg | Suzuki   |

## Classe 350

### Arrivati al traguardo
| Pos | Pilota              | Moto      | Tempo     | Griglia | Punti |
| --- | ------------------- | --------- | --------- | ------- | ----- |
| 1   | Anton Mang          | Kawasaki  | 49:03.800 | 1       | 15    |
| 2   | Jon Ekerold         | Yamaha    | +19.500   | 6       | 12    |
| 3   | Carlos Lavado       | Yamaha    | +36.500   | 2       | 10    |
| 4   | Jacques Cornu       | Yamaha    | +55.600   | 4       | 8     |
| 5   | Thierry Espié       | Yamaha    | +57.900   | 9       | 6     |
| 6   | Jean-François Baldé | Kawasaki  | +57.900   | 3       | 5     |
| 7   | Patrick Fernandez   | Yamaha    | +1:12.700 | 12      | 4     |
| 8   | Tony Rogers         | Yamaha    | +1 giro   | 18      | 3     |
| 9   | Sauro Pazzaglia     | Ad Maiora |           | 15      | 2     |
| 10  | Martin Wimmer       | Yamaha    |           | 11      | 1     |
| 11  | Tony Head           | Yamaha    |           | 19      |       |
| 12  | Reino Eskelinen     | Yamaha    |           | 16      |       |
| 13  | Wolfgang von Muralt | Yamaha    |           | 25      |       |
| 14  | Paolo Ferretti      | Yamaha    |           | 26      |       |
| 15  | Klaas Hernamdt      | Yamaha    |           | 27      |       |
| 16  | Werner Schmied      | Yamaha    |           | 31      |       |
| 17  | Manfred Obinger     | Yamaha    |           | 30      |       |
| 18  | Mitja Erjavec       | Yamaha    |           | 28      |       |

### Ritirati
| Pilota              | Moto     | Griglia |
| ------------------- | -------- | ------- |
| Massimo Matteoni    | Yamaha   | 7       |
| Didier de Radiguès  | Yamaha   | 10      |
| Edi Stöllinger      | Kawasaki | 24      |
| Eduardo Aleman      | Yamaha   | 29      |
| Éric Saul           | Yamaha   | 8       |
| Sigfried Minich     | Bartol   | 20      |
| Vojko Princic       | Yamaha   | 32      |
| Graeme Geddes       | Yamaha   | 13      |
| Rinus van Kasteren  | Yamaha   | 33      |
| Bozo Janesic        | Yamaha   | 34      |
| René Delaby         | Yamaha   | 14      |
| Yoshimasa Matsumoto | Yamaha   | 23      |
| Roger Sibille       | Yamaha   | 17      |
| Pekka Nurmi         | Yamaha   | 22      |
| Keith Hueven        | Yamaha   | 21      |
| Marijan Kosic       | Yamaha   | 36      |
| Marian Srna         | Yamaha   | 35      |
| Michel Rougerie     | Yamaha   | 5       |

## Classe 125

### Arrivati al traguardo
| Pos | Pilota             | Moto       | Tempo     | Griglia | Punti |
| --- | ------------------ | ---------- | --------- | ------- | ----- |
| 1   | Loris Reggiani     | Minarelli  | 43:35.600 | 8       | 15    |
| 2   | Pier Paolo Bianchi | MBA        | +0.000    | 1       | 12    |
| 3   | Hans Müller        | MBA        | +11.800   | 3       | 10    |
| 4   | Maurizio Vitali    | MBA        | +29.500   | 7       | 8     |
| 5   | Stefan Dörflinger  | MBA        | +33.100   | 6       | 6     |
| 6   | Ivan Palazzese     | MBA        | +54.000   | 4       | 5     |
| 7   | Hugo Vignetti      | MBA        | +55.800   | 9       | 4     |
| 8   | Alfred Waibel      | MBA        | +59.900   | 18      | 3     |
| 9   | Jean-Claude Selini | MBA        | +1:01.200 | 11      | 2     |
| 10  | August Auinger     | MBA        | +1:01.600 | 13      | 1     |
| 11  | Jacques Bolle      | Motobecane | +1:17.000 | 12      |       |
| 12  | Michel Galbit      | MBA        | +1:31.600 | 17      |       |
| 13  | Joe Genoud         | MBA        | +1:39.300 | 23      |       |
| 14  | Theo Timmer        | MBA        | +1:46.200 | 16      |       |
| 15  | Erich Klein        | MBA        | +1 giro   | 19      |       |
| 16  | Peter Balaz        | MBA        |           | 26      |       |
| 17  | Janez Pintar       | Hess       |           | 32      |       |
| 18  | Bernard Gatti      | MBA        |           | 29      |       |
| 19  | Marijan Kosic      | MBA        |           | 30      |       |
| 20  | Chris Baert        | MBA        |           | 31      |       |
| 21  | Werner Schmied     | MBA        |           | 27      |       |

### Ritirati
| Pilota            | Moto      | Griglia |
| ----------------- | --------- | ------- |
| Ángel Nieto       | Minarelli | 5       |
| Italo Zerbini     | MBA       | 21      |
| Zdravko Ljeljak   | MBA       | 24      |
| Vladimir Hegel    | MBA       | 22      |
| Eugenio Lazzarini | Iprem     | 14      |
| Reiner Koster     | MBA       | 34      |
| Yves Dupont       | MBA       | 10      |
| Alojz Pavlič      | MBA       | 25      |
| Jacky Hutteau     | AFAM      | 20      |
| Guy Bertin        | Sanvenero | 2       |
| Willy Pérez       | MBA       | 28      |
| Henk van Kessel   | EGA       | 15      |

## Classe 50

### Arrivati al traguardo
| Pos | Pilota             | Moto       | Tempo     | Griglia | Punti |
| --- | ------------------ | ---------- | --------- | ------- | ----- |
| 1   | Ricardo Tormo      | Bultaco    | 33:53.600 | 2       | 15    |
| 2   | Stefan Dörflinger  | Kreidler   | +20.100   | 1       | 12    |
| 3   | Rolf Blatter       | Kreidler   | +28.200   | 5       | 10    |
| 4   | Theo Timmer        | Bultaco    | +26.400   | 4       | 8     |
| 5   | Hagen Klein        | Kreidler   | +1:18.900 | 6       | 6     |
| 6   | Claudio Lusuardi   | Moto Villa | +1:25.500 | 14      | 5     |
| 7   | Yves Dupont        | Kreidler   | +1:30.300 | 3       | 4     |
| 8   | Hans-Jürgen Hummel | Kreidler   | +1:32.000 | 9       | 3     |
| 9   | Joaquín Galí       | Bultaco    | +1:32.700 | 15      | 2     |
| 10  | Chris Baert        | Kreidler   | +2:00.700 | 16      | 1     |
| 11  | Günter Schirnhofer | Kreidler   | +1 giro   | 11      |       |
| 12  | Gerhard Singer     | Kreidler   |           | 25      |       |
| 13  | Zbynek Havdra      | Kreidler   |           | 21      |       |
| 14  | Bruno Di Carlo     | Kreidler   |           | 22      |       |
| 15  | Rainer Scheidhauer | Kreidler   |           | 18      |       |
| 16  | Zlatko Adamovic    | Kreidler   |           | 29      |       |
| 17  | Spencer Crabbe     | Kreidler   |           | 30      |       |
| 18  | Joe Genoud         | RYB        |           | 13      |       |

### Ritirati
| Pilota             | Moto     | Griglia |
| ------------------ | -------- | ------- |
| Zdravko Matulja    | Tormo    | 10      |
| Hans Spaan         | Kreidler | 20      |
| Bojan Miklos       | Kreidler | 19      |
| Henk van Kessel    | Kreidler | 8       |
| Darko Keletic      | Kreidler | 26      |
| Kasimir Rapczinski | Kreidler | 24      |
| Michel De Poligny  | Kreidler | 28      |
| Ingo Emmerich      | Kreidler | 7       |
| Otto Machinek      | Kreidler | 17      |
| Reiner Koster      | Malanca  | 27      |
| Uli Merz           | Kreidler | 23      |
| Peter Verbic       | Kreidler | 12      |

## Fonti e bibliografia
- Werner Haefliger, MotoGP Results 1949-2010 Guide, Fédération Internationale de Motocyclisme, 2011.
- Motociclismo luglio 1981, p. 156